# 電競十年
2016-17 TeSL 電競超級聯賽為台灣電子競技聯盟於2016年下半年到2017年上半年間所舉行的例行性職業電子競技賽事。由於賽事已進入第10個年度，亦稱為「電競十年」。
本年度比賽項目將《CS:GO》為主軸。

## 本季重要事件
- 2016/10/22：聯盟新聞稿指出，為了與國際電競體育賽事接軌，建立完整的電競產業鏈，台灣電子競技聯盟透過產、官、學合作的方式，提升電子競技的產業地位，並與北中南各級學校合作舉辦《TeSL校園電競聯賽》。這是台灣第二次結合屬地主義和主客場制度的精神舉辦的職業電競賽事，即將在2016年11月7日至2017年1月期間舉辦，並與6所學校合作並各成立一支隊伍，首季聯賽賽事也將於這6校間巡迴舉行[1]。

## 賽程
以下時間皆指《CS:GO》聯賽
| 《CS:GO》聯賽第一季 | 《CS:GO》聯賽第一季      | 《CS:GO》聯賽第一季 | 《CS:GO》聯賽第一季 |
| 項目                | 內容                     | 備註                |                     |
| ------------------- | ------------------------ | ------------------- | ------------------- |
| 熱身賽              | 2016/10/26~28、11/1~3    |                     |                     |
| 例行賽              | 2016/11/7~2017/1/5(預定) |                     |                     |
| 季後賽              |                          |                     |                     |
| 總冠軍賽            |                          |                     |                     |

## 參賽隊伍
- 台北城市科大－北城蒼鷹隊
- 南強工商－南強雷霆豹
- 能仁家商－能仁熊武士
- 東泰高中－東泰太陽隊
- 遠東科技大學－遠大鷹隊
- 立志高級中學－立志猩勢力

## 賽制
- 採取Bo2積分賽制。每場比賽打2張地圖，拿一張即可獲得1分積分，兩張全拿可獲得第3分積分。